# 克羅斯萊克 (明尼蘇達州)
克羅斯萊克（英語：Crosslake）是一個位於美國明尼蘇達州克羅溫縣的城市。

## 人口
根據2020年美國人口普查的數據，克羅斯萊克的面積為95.58平方千米，當中陸地面積為66.72平方千米，而水域面積為28.86平方千米。當地共有人口2394人，而人口密度為每平方千米25人。